# Liste des sites Natura 2000 du Val-d'Oise
Cet article recense les sites Natura 2000 du Val-d'Oise, en France.

## Statistiques
Le Val-d'Oise compte en 2016 quatre sites classés Natura 2000.
Trois bénéficient d'un classement comme site d'intérêt communautaire (SIC), un comme zone de protection spéciale (ZPS).

## Liste
| Site                                                     | Type | Superficie (ha) | Fiche     | Coordonnées                      | Photo |
| -------------------------------------------------------- | ---- | --------------- | --------- | -------------------------------- | ----- |
| Coteaux et boucles de la Seine                           | SIC  | +01 417,        | FR1100797 | 49° 05′ 07″ nord, 1° 38′ 57″ est |       |
| Sites chiroptères du Vexin français                      | SIC  | +00022,06       | FR1102015 | 49° 10′ 31″ nord, 1° 46′ 47″ est |       |
| Vallée de l'Epte francilienne et ses affluents           | SIC  | +03 187,        | FR1102014 | 49° 09′ 37″ nord, 1° 40′ 25″ est |       |
| Forêts picardes : massif des Trois Forêts et bois du Roi | ZPS  | +13 615,        | FR2212005 | 49° 10′ 15″ nord, 2° 35′ 00″ est |       |